# Klintehamn-Roma Järnvägsaktiebolag
Die Klintehamn-Roma Järnvägsaktiebolag (KlRJ) war eine schwedische Aktiengesellschaft.
Die Gesellschaft wurde am 4. März 1897 in Klintehamn mit dem Ziel gegründet, die Bahnstrecke Klintehamn–Roma zu planen und zu bauen.
Der Hauptgrund für den Bau war die neue Zuckerfabrik in Roma, zu der man die Rüben mit der Bahn leichter transportieren konnte. Nach Berechnungen des Ingenieurs E. Nelson sollte die Bahn für 430.000 Kronen erstellt werden. Die Konzession wurde am 31. Dezember 1897 erteilt, zugleich wurde ein Staatsdarlehen von 214.000 Kronen für den Bau gewährt.
Die Konzession beschrieb eine Strecke mit 891 mm Spurweite und einer Länge von 23 Kilometern, zudem wurde eine einen Kilometer lange Stichbahn zum Hafen in Klintehamn geplant. Die unter Leitung von August Bååth errichtete Strecke war am 8. November 1897 fertiggestellt und wurde ab diesem Zeitpunkt inoffiziell für den Güterverkehr verwendet. Am 21. September 1998 wurde die Strecke für den allgemeinen Güter- und Personenverkehr eröffnet. Letztendlich kostete die Errichtung der Bahnstrecke 329.346 Kronen.
Am 1. Januar 1927 wurde die Sydvästra Gotlands Järnvägsaktiebolag (SGJ) mit der Bahnstrecke Klintehamn–Hablingbo von der KlRJ übernommen. Ferner vereinbarte die Slite–Roma Järnvägsaktiebolag, die die Bahnstrecke Slite–Roma betrieb, mit der Klintehamn-Roma Järnvägsaktiebolag ab dem 1. Januar 1927 unter dem Namen Trafikförvaltningen Slite–Klintehamn eine gemeinsame Betriebsstrategie. Diese Vereinbarung bestand bis 1940 und wurde dann aufgelöst.

## Verstaatlichung
Am 1. Juli 1947 wurde die Klintehamn-Roma Järnvägsaktiebolag unter gleichem Namen auf Grundlage der Allgemeinen Eisenbahnverstaatlichung in Schweden in eine staatliche Gesellschaft umgewandelt. Der Name wurde bis zum 1. Juli 1948 beibehalten. Dann wurde die Eisenbahngesellschaft in die Schwedische Staatsbahn (SJ) integriert.